# Amt Weiden
Das Amt Weiden (auch Herrschaft Wartenstein) war ein vom 14. Jahrhundert bis zum Ende des 18. Jahrhunderts bestehender Verwaltungs- und Gerichtsbezirk. Die Landesherrschaft durch das Kurfürstentum Trier war zuletzt strittig.

## Geschichte
1359 wurde Burg Wartenstein triersches Lehen. Als Ludwig von Schwarzenberg im Jahre 1583 starb, zog Kurtrier Burg und Amt als erledigtes Lehen ein. Johann von Warsberg, der Ursula, die Erbtochter Ludwig von Schwarzenbergs geheiratet hatte, forderte jedoch, seine Belehnung mit Amt und Burg, da die ursprüngliche Lehensabrede auch eine Vererbung beim Aussterben im Mannesstamm vorsah. Am 4. Mai 1585 erhielt diese Belehnung durch Johann von Schönenberg. Kurtrier behielt sich aber die Landeshoheit, also das Recht der Huldigung, das Öffnungsrecht, die Militärhoheit, die Reisefron und die Schatzung (Vermögensabgabe) vor.
Königsau, damals nur ein Hof und eine Mühle, und Niederhosenbach wurden 1355 von Trier Thielmann von der Stein zum Mannlehen gegeben. Über Erbschaften kamen auch diese Orte an das Adelsgeschlecht Warsberg. Die Herrschaft Wartenstein umfasste damit neben der Burg noch die Dörfer Weiden, Herborn, Hahnenbach Königsau und Niederhosenbach.
Die Freiherren von Warsberg lehnten im 18. Jahrhundert die fuldische Oberhoheit ab und betrachteten Königsau und Niederhosenbach als Allod. 1745 erfolgte letztmals dort eine Huldigung des Trierschen Kurfürsten, auch die Steuererhebung für das Erzstift wurden nicht mehr vorgenommen. Allerdings galt weiter Trierer Recht und es wurden auch die höheren Gerichte in Trier zur Appellation herangezogen. Hintergrund des Konfliktes war auch, dass das Hochstift Trier katholischer Konfession war, während die Einwohner des Amtes der Augsburgischen Konfession angehörten.
Im 18. Jahrhundert war das Amt dem Oberamt Bernkastel nachgeordnet. Mit der Einnahme des Linken Rheinufers durch französischen Revolutionstruppen wurde das Amt nach 1794 aufgelöst. In der Franzosenzeit gehörte das Gebiet zum Arrondissement de Simmern.